# Revolta de Fevereiro de 1927

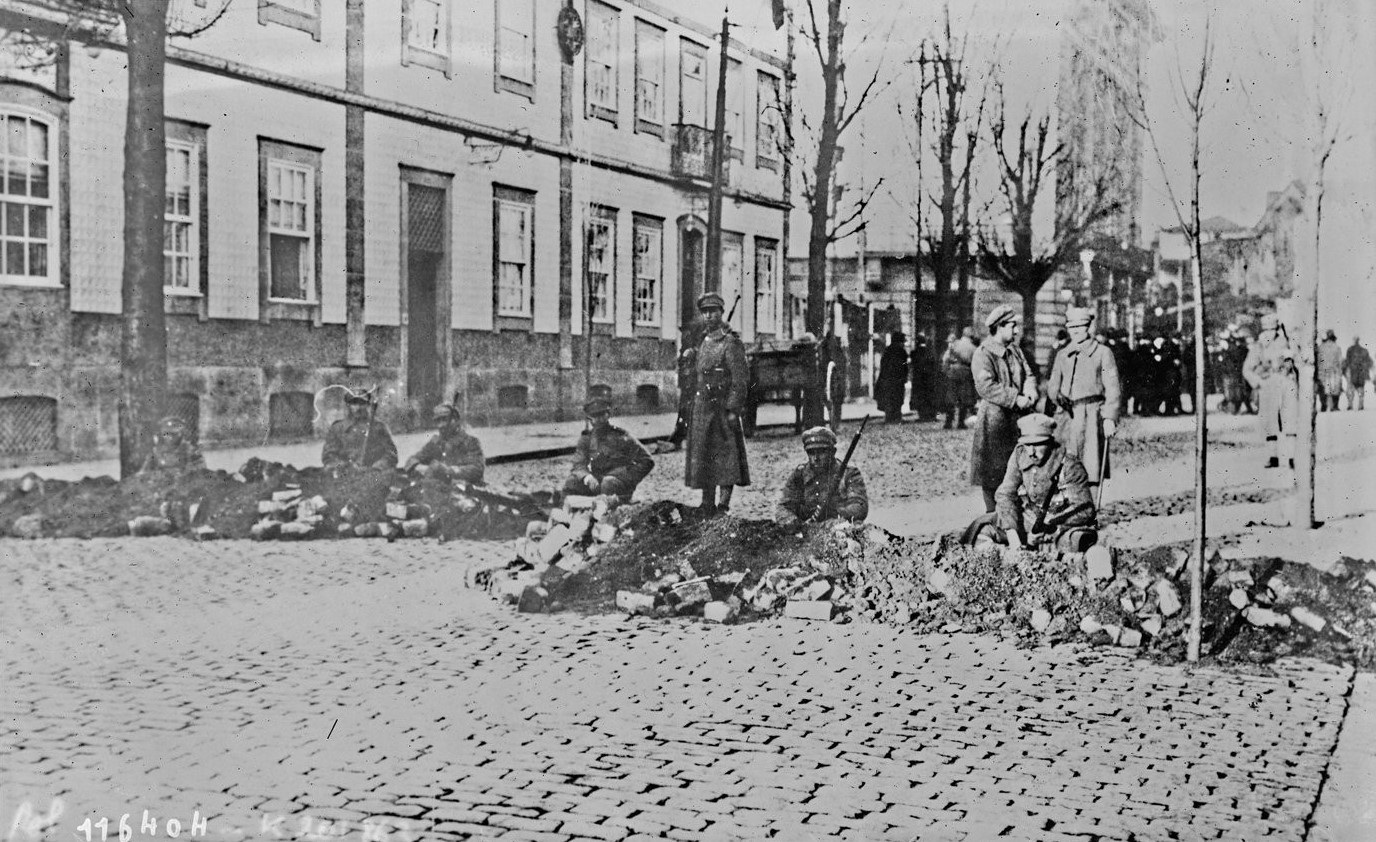
Revoltosos entrincheirados no Porto

A Revolta de Fevereiro de 1927, por vezes também referida como Revolução de Fevereiro de 1927, foi uma rebelião militar que ocorreu entre 3 e 9 de Fevereiro de 1927, centrada no Porto, cidade onde estava instalado o centro de comando dos insurrectos e se travaram os principais recontros. A revolta, liderada pelo general Adalberto Gastão de Sousa Dias, terminou com a rendição e prisão dos revoltosos e saldou-se em cerca de 80 mortos e 360 feridos no Porto e mais de 70 mortos e 400 feridos em Lisboa. Foi a primeira tentativa consequente de derrube da Ditadura Militar que então se consolidava em Portugal na sequência do Golpe de 28 de Maio de 1926, ocorrido nove meses antes, iniciando um conjunto de movimentos insurreccionais que ficaram conhecidos pelo Reviralhismo.

## Contexto
A vitória do Golpe de 28 de Maio de 1926, nove meses antes, levara à instauração da Ditadura Militar, que ao tempo já se começava a auto-intitular Ditadura Nacional, estando suspensa a Constituição da República Portuguesa de 1911, encerrado o parlamento e abolidas as liberdades cívicas. Apesar de claramente antidemocrático, o regime que então se ia esboçando estava em linha com o movimento antiparlamentar que crescia na Europa e era aceite por uma população cansada da instabilidade e violência que marcara a última década em Portugal. Com governos que raramente ultrapassavam alguns meses de vigência e uma vida política marcada por sucessivos golpes, contra-golpes e pronunciamentos militares, greves e atentados, numa voragem que parecia não ter fim, a Primeira República Portuguesa soçobrara enquanto regime político viável.
Apesar do Golpe de 28 de Maio de 1926, que os seus apoiantes depois glorificariam como Revolução Nacional, ter colhido a aprovação de muitos dos republicanos e democratas moderados, a esquerda republicana, embora enfraquecida pelas prisões e deportações decretadas pelo governo de Gomes da Costa logo nos meses imediatos ao golpe, mantinha-se activa e mobilizada, particularmente entre os militares e os elementos das forças de segurança, rotinados por dezenas de golpes e contra-golpes ao longo da década anterior. Para aqueles militares, o golpe de 28 de Maio anterior fora apenas mais uma insurreição, tão transitória como as anteriores, passível de ser revertida por mais um movimento revolucionário.
Neste contexto, no Exército Português, na Armada, na Guarda Nacional Republicana e nas restantes forças de segurança, eram muitos os oficiais, sargentos e praças que estavam disponíveis para restaurar os ideais republicanos e repor os democráticos (aqui entenda-se os elementos ligados ao Partido Democrático) no poder e assim restaurar as liberdades cívicas. Aos elementos das forças militares e militarizadas, juntavam-se os militantes das organizações de operários, em especial a Confederação Geral do Trabalho (CGT), e dos partidos republicanos, instituições que se mantinham em funcionamento e continuavam a editar a sua imprensa, não obstante as crescentes restrições censórias e policiais.
Depois de uma década de constantes insurreições, e particularmente depois do paroxismo revolucionário dos anos de 1924 e 1925, todos os quadrantes políticos esperavam novos eventos revolucionários e a iminência da rebelião era pública e notória, sendo expectável que ela surgisse do Norte, com centro no Porto. Para acautelar a situação e garantir fidelidades, o general Óscar Carmona, então o mais prestigiado caudilho militar e Presidente da República, em finais de Janeiro visitou a cidade do Porto e as unidades militares da região. Por essa mesma altura, vários ministros reuniram no quartel do Regimento de Artilharia 3, em Lisboa, contando espingardas e ordenando alertas e prevenções em todo o país.
Assim, a Revolta de Fevereiro de 1927 iniciou-se como mais uma rotineira rebelião militar, na sequência das dezenas que tinham marcado os anos finais da Primeira República Portuguesa, não tendo sequer o elemento de surpresa, já que era esperada pelo Governo e pelas forças que se lhe opunham. Nem era a primeira intentona contra o novo regime, pois em Chaves, logo a 11 de Setembro de 1926, tinha ocorrido a rebelião das forças de infantaria ali aquarteladas, num movimento inconsequente e sem repercussões no país, visto por alguns como uma mera manifestação de comichão insurreccional entre os militares, mas que ainda assim servira para lembrar que o golpismo não tinha morrido.
Apesar da sua previsibilidade e enquadramento no processo anterior ao Golpe de 28 de Maio de 1926, o movimento de Fevereiro de 1927 teve um objectivo bem determinado: travar a consolidação da ditadura militar saída do Golpe de 28 de Maio de 1926. Apesar de implantada apenas nove meses antes, a ditadura já ganhara a aceitação de largos sectores da sociedade portuguesa, incluindo de boa parte dos republicanos e democratas moderados que a ela se resignavam como remédio, ainda que amargo, para a crónica instabilidade e violência que se vivera nos anos anteriores. 
A Revolta de Fevereiro de 1927, não tendo sucesso, ainda assim foi um ponto de viragem, marcando o início do Reviralhismo. Apesar do seu trágico preço em vidas, a história depois demonstrou ter sido a primeira e única rebelião a constituir uma verdadeira ameaça para a ditadura e para a consolidação do subsequente Estado Novo.

## A rebelião

### O planeamento
A revolta foi organizada por um comité de democratas nortenhos, na maioria portuenses, entre os quais se incluíam prestigiados militares e democratas, como o general Adalberto Gastão de Sousa Dias, ao tempo sob prisão e com baixa no Hospital Militar do Porto, o comandante Jaime de Morais, o capitão Sarmento Pimentel e o tenente João Pereira de Carvalho, e figuras gradas do movimento republicano, como Jaime Cortesão, que fora capitão-médico do Corpo Expedicionário Português, e José Domingues dos Santos.
Sabe-se que já a 25 de Junho de 1926, menos de um mês após o golpe de 28 de Maio, se preparava uma revolta contra a ditadura militar, num processo liderado pelo denominado Grupo da Biblioteca Nacional, que integrava entre outros Raul Proença, Jaime Cortesão e David Ferreira, os primeiros com fortes ligações à Seara Nova. Embora ligada a este grupo, a organização da Revolta de Fevereiro de 1927 resultou da maturação de um conjunto de iniciativas antiditatoriais que foram coalescendo em torno da figura do general Sousa Dias, figura que se destacara na reacção ao golpe de 28 de Maio do ano anterior.
Estando o general Sousa Dias sob prisão no Hospital Militar do Porto, e existindo naquela cidade um importante núcleo de republicanos e democratas, a que se aliava uma tradição de posicionamento no campo democrático das unidades militares ali estacionadas, foi decidido estabelecer a cidade do Porto como pólo iniciador da rebelião, na expectativa de uma rápida adesão das unidades de Lisboa e do resto do país. Para servir de elemento de ligação com os revolucionários de Lisboa, Raul Proença partiu para o Porto a 21 de Janeiro de 1927, participando no planeamento das operações e no desencadear da revolta.
Após o levantamento militar do Porto, a revolta deveria alastrar a Lisboa, onde as unidades militares aderentes, apoiadas pelos civis mobilizados pelas organizações operárias e democráticas, deveriam impedir o envio de reforços às forças governamentais no norte de Portugal e imobilizar o Governo por tempo suficiente para permitir a consolidação da nova situação política no Porto e a expansão do movimento às guarnições de outras regiões.
A revolta foi programada para ocorrer aquando das comemorações do 31 de Janeiro, mas os atrasos e hesitações entre os conspiradores acabaram por atrasá-la para 3 de Fevereiro.

### A revolta no Porto
A rebelião iniciou-se pelas 4:30 da madrugada do dia 3 de Fevereiro, com a saída do Regimento de Caçadores 9, a que se juntou a maior parte do Regimento de Cavalaria 6, vindo de Penafiel, vários núcleos de outros regimentos da cidade e uma companhia da Guarda Nacional Republicana aquartelada na Bela Vista, Porto.
O comando das forças fora confiado ao general Adalberto Gastão de Sousa Dias, tendo como chefe do estado-maior o coronel Fernando Freiria, apoiado por um comité revolucionário constituído por Jaime Cortesão, Raul Proença, Jaime Alberto de Castro Morais, João Maria Ferreira Sarmento Pimentel e João Pereira de Carvalho. Entre os apoiantes incluía-se também José Domingues dos Santos, o líder da esquerda democrática que em 1918 dirigira a conspiração civil contra a Monarquia do Norte.
Jaime Cortesão foi de imediato nomeado governador civil do Porto e Raul Proença, além de conspirador, foi organizador e combatente de armas na mão, servindo de ligação aos co-conspiradores de Lisboa.
Durante a madrugada e manhã do dia 3 de Fevereiro, as forças dos revoltosos dirigiram-se para a zona da Praça da Batalha, onde estavam as sedes do quartel-general da Região Militar e do Governo Civil e a mais importante estação do telégrafo. Nessa primeira acção foram aprisionados o general José Ernesto de Sampaio e o coronel João de Morais Zamith, respectivamente primeiro e segundo comandantes da Região Militar, o tenente-coronel Luís Monteiro Nunes da Ponte, governador civil do Porto, e o seu substituto, major Sequeira Tavares, o comandante da força que fazia a guarda ao quartel-general e o presidente da Comissão de Censura à Imprensa.
As forças governamentais, depois de algumas horas de desorganização, passaram a ser constituídas por uma parte reduzida do Regimento de Infantaria 18, que tinha como comandante o coronel Raul Peres, o Regimento de Cavalaria 9 e o Regimento de Artilharia 5, este aquartelado na Serra do Pilar. Na tarde do dia 3 de Fevereiro, sob o comando do coronel João Carlos Craveiro Lopes, chefe do estado-maior da Região Militar e governador militar da cidade, as forças pró-governamentais concentraram-se no quartel da Serra do Pilar e abriram fogo de artilharia contra os revoltosos.
Na manhã desse mesmo dia 3 de Fevereiro, numa manobra arriscada, mas indicativa da certeza de que estava assegurada a fidelidade ao Governo das tropas de Lisboa, o Ministro da Guerra, coronel Abílio Augusto Valdez de Passos e Sousa, saiu de Lisboa num comboio com destino a Vila Nova de Gaia, onde chegou ao anoitecer. Assumiu então o controlo operacional das forças pró-governamentais ali instaladas sob o comando do coronel João Carlos Craveiro Lopes, mantendo-se na frente de combate até à subjugação dos revoltosos. 

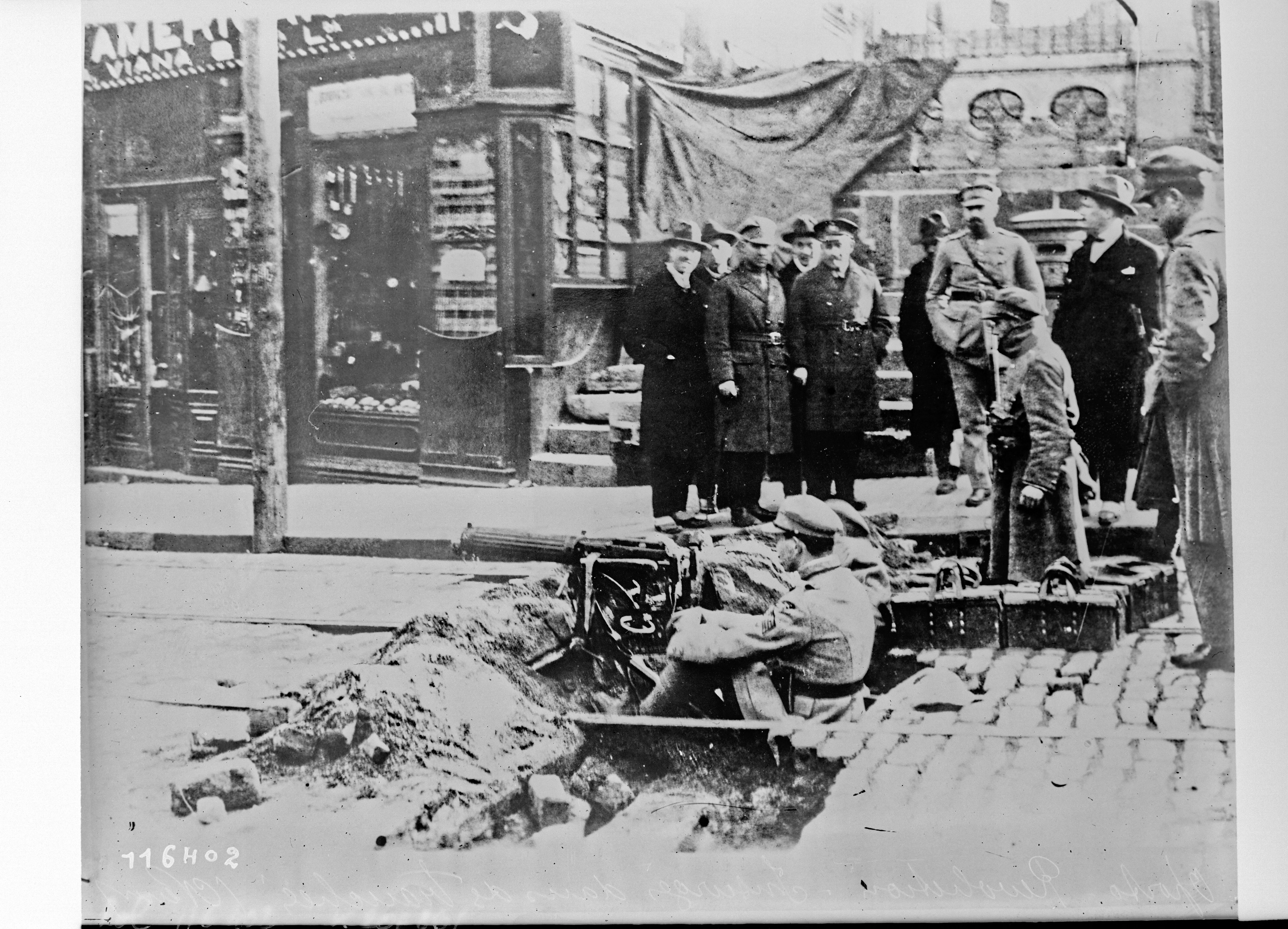
Revoltosos entrincheirados e armados com metralhadoras no Porto.

Logo na manhã de 4 de Fevereiro, juntaram-se aos revoltosos os militares do Regimento de Artilharia de Amarante, cujas peças de artilharia obrigaram as forças governamentais a recuar para o Monte da Virgem, de onde o bombardeamento sobre os revoltosos prosseguiu. Nessa mesma manhã, as forças revoltosas concentram-se na zona citadina em torno da Praça da Batalha, em redor da qual se montaram trincheiras, metralhadoras e peças de artilharia. Na confluência da Praça da Batalha com a Rua de Entreparedes foram instaladas duas peças de artilharia.
Na manhã do dia 4 de Fevereiro, o Regimento de Cavalaria 8, vindo de Aveiro, fiel ao Governo, conseguiu penetrar o fogo dos revolucionários e atravessar a Ponte de D. Luís, mas foi detido pelas barricadas que defendiam a Praça da Batalha. A mesma sorte tiveram as tropas fiéis ao Governo aquarteladas na própria cidade do Porto, que foram rechaçadas pelo intenso fogo das trincheiras dos revolucionários quando tentaram avançar sobre as posições dos sublevados. 
Entretanto começaram a chegar mensagens de adesão de diversas guarnições, mas não das esperadas guarnições de Lisboa. Aderem tropas pertencentes a unidades aquarteladas em Viana do Castelo, Figueira da Foz e Faro, estas últimas apoiadas por forças de Olhão, Tavira e Vila Real de Santo António, mas por falta de apoio, particularmente de Lisboa, os recontros nestas cidades são esporádicos e a rebelião foi, na maior parte dos casos, subjugada em escassas horas.
Na tarde de 4 de Fevereiro, quando as adesões militares não corresponderam ao esperado, Raul Proença, profundamente envolvido na revolta, convoca os civis para combaterem ao lado dos revoltosos, mas com pouco sucesso. O movimento haveria de se manter até ao fim essencialmente militar, sendo poucas as adesões civis. Mesmo as restantes forças da Guarda Nacional Republicana estacionadas no Porto e seus arredores fizeram saber, através do seu comandante, major Alves Viana, que se manteriam neutrais, garantindo o policiamento da cidade "em defesa das vidas e dos haveres dos cidadãos", mas não interferindo na contenda entre militares.
Ao longo do dia foram sendo consolidadas as defesas do perímetro em torno da Praça da Batalha, com a colocação ao cimo da Rua de 31 de Janeiro, na bifurcação com a Rua de Santa Catarina, de uma metralhadora para impedir a progressão naquelas ruas. Tal foi a mortandade causada pela metralhadora ali colocada que a posição foi cognominada de a trincheira da morte.
Para completar o perímetro defensivo, foi colocada outra metralhadora numa trincheira construída na confluência das ruas de Cima de Vila e da Madeira, montada uma peça de artilharia à esquina do edifício do Hospital da Ordem do Terço, voltada para a Rua do Cativo, e colocada uma metralhadora no desaparecido Largo do Corpo da Guarda, ao cimo da rua que ainda mantém esta designação. Para além disso, levantou-se o pavimento e montaram-se duas peças de artilharia na Rua de Alexandre Herculano, na junção com a Praça da Batalha e a Rua de Entreparedes.
Para além de soldados do Regimento de Infantaria 6, de Penafiel, e da GNR da Bela Vista estacionados ao longo da Rua Chã, foram colocadas "vedetas", patrulhas constituídas por soldados e civis, ao longo de todo o perímetro.
Na tarde deste dia, o comandante Jaime de Morais, chefe militar do Comité Revolucionário do Norte, enviou ao general Óscar Carmona, Presidente da República, um telegrama contendo um ultimato em que se afirmava: Os oficiais revoltosos decidiram reintegrar o País dentro do regimen democrático constitucional, com a formação de um Governo Nacional que afirmasse a supremacia do poder civil, guardado e defendido pela força armada, que assim teria restituído as funções de que a desviaram.
Nesse mesmo dia 4 de Fevereiro, e nos dias imediatos, juntaram-se aos revoltosos do Porto forças provenientes de Penafiel, Póvoa do Varzim, Famalicão, Guimarães, Valença, Vila Real, Peso da Régua e Lamego. Vinda de Amarante chegou mais artilharia, a qual foi estacionada nas imediações de Monte Pedral. A artilharia da Figueira da Foz foi detida na Pampilhosa quando se dirigia para o Porto. 
Ao contrário do previsto pelos revoltosos, até ao final do dia 4 de Fevereiro não se registaram quaisquer adesões em Lisboa, centro vital do poder político-militar, o que permitiu ao Ministro da Guerra, coronel Passos e Sousa, concentrar todas as forças no combate aos entrincheirados no Porto. Na tarde deste dia, a posição dos revoltosos era crítica, já que os pró-governamentais dominavam Lisboa e todo o sul de Portugal e controlavam a margem sul do Douro, tornando improvável o reforço das tropas revoltosas.
Entretanto, na manhã do dia 5 de Fevereiro o vapor Infante de Sagres chegava a Leixões, com tropas governamentais, comandadas pelo coronel Augusto Manuel Farinha Beirão, enquanto mais forças governamentais atravessavam o Douro em Valbom e se encaminhavam para o centro da cidade.

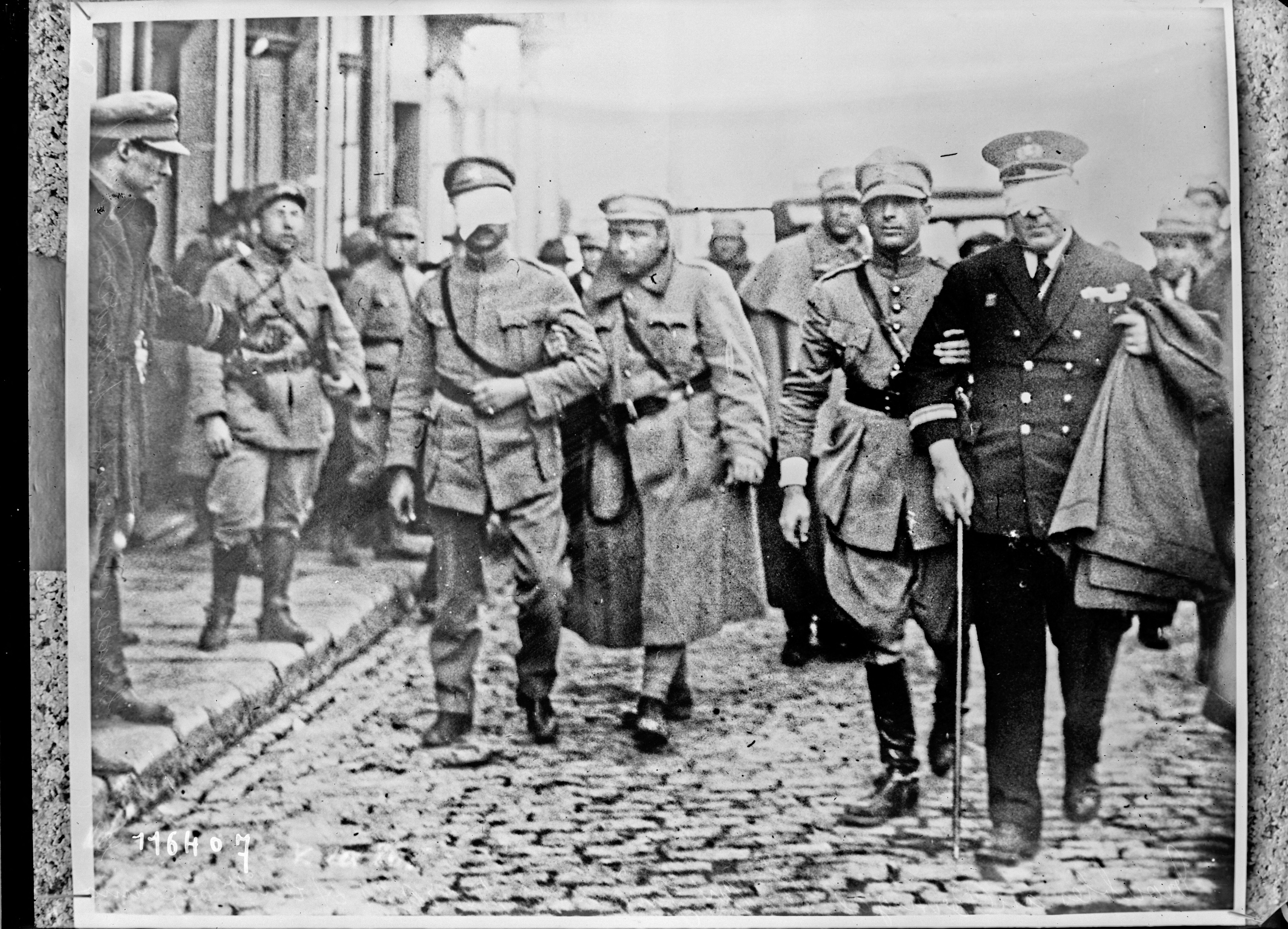
O Comandante Jaime de Morais (à direita) e o Major Inácio Severino Melo Bandeira (à esquerda) atravessam a cidade de olhos vendados para negociar a rendição.

Nessa mesma manhã desenvolve-se uma tentativa de conciliação, que leva o comandante Jaime de Morais e o major Severino a visitar o quartel-general do Ministro da Guerra, instalado num prédio da Avenida das Devezas, em Gaia, numa tentativa de negociar a rendição em troca da liberdade para os revoltosos. Os parlamentários dos revolucionários foram obrigados a atravessar a cidade vendados, mas o resultado foi inconclusivo já que o Ministro recusou uma rendição que não fosse incondicional: ou a rendição total ou o bombardeamento da cidade. Falhada a conciliação, a partir das 16 horas do dia 5 de Fevereiro travou-se um grande duelo de artilharia entre as duas margens do rio Douro.
Durante a tarde do dia 5 de Fevereiro começou a montar-se o cerco aos revoltosos, envolvendo o Porto num anel de fogo e metralha: pelo norte, as tropas desembarcadas em Leixões pelo Infante de Sagres; por leste, tropas fiéis ao Governo vindas de Bragança e da Régua, chefiadas por António Lopes Mateus; e a sul, em Vila Nova de Gaia, concentram-se cerca de 4 000 homens vindos de várias guarnições, munidos de farta artilharia. Perante o apertar do cerco, na noite de 5 de Fevereiro, os revoltosos propõem um armistício, mas Passos e Sousa responde, na manhã do dia 6, com o reiterar da exigência de uma rendição incondicional e a ameaça de bombardeamentos ainda mais intenso e pesado, incluindo o recurso a obuses.
Raul Proença regressou a Lisboa na noite de 6 de Fevereiro para pedir auxílio e para tentar desencadear a revolta naquela cidade, já que o movimento, sem os apoios esperados, começava a enfrentar sérias dificuldades no Porto.
Naquelas circunstâncias só restava negociar a rendição, já que um ataque à baioneta contra as baterias governamentais da Serra do Pilar (Gaia) que invertesse a situação era virtualmente impossível e muito provavelmente redundaria num banho de sangue, sendo certo o bombardeamento da cidade. Com os olhos postos em Lisboa, onde a muito custo e com uma lentidão exasperante o movimento parecia finalmente arrancar, os revoltosos resistem durante os dias 6 e 7 de Fevereiro, mas à medida que as horas passam e as munições se esgotam cresce o sentimento de derrota e sobem de tom as vozes que advogam a rendição.
Finalmente, na tarde do dia 7 de Fevereiro, esgotadas as munições, o quartel-general dos revoltosos, instalado no Teatro de S. João, manda dispersar os civis ali aquartelados. À meia-noite o general Sousa Dias faz chegar ao Regimento de Artilharia 5, em Gaia, por intermédio do major Alves Viana, da GNR, um documento apenas por si subscrito, em que propõe a rendição, com salvaguarda da isenção de responsabilidades de sargentos, cabos e soldados. Passos e Sousa aceita apenas a isenção de cabos e soldados, declarando que os oficiais e sargentos envolvidos seriam punidos. Qualquer civil apanhado de armas na mão seria imediatamente fuzilado.
Sem mais opções, pelas 3:00 horas da madrugada do dia 8 de Fevereiro Sousa Dias aceita as condições propostas e ordena a rendição dos revoltosos. Pelas 8:30 horas, Passos e Sousa entra triunfalmente na cidade, pela Ponte D. Luís. Estava terminada a revolta no Porto.
Pouco depois o coronel João Carlos Craveiro Lopes envia ao general Óscar Carmona, Presidente da República, o seguinte telegrama: Felicito V. Ex.ª e o Governo da Nação. Tropas entraram Praça da Batalha, Porto, às 8 horas e meia, tomando conta da cidade onde a vida vai retomando a sua normalidade. Na tarde desse mesmo dia 8 de Fevereiro, o Ministro Passos e Sousa parte para Lisboa, cidade onde a revolta estava agora acesa.
Durante os 5 dias que durou a revolta no Porto perderam a vida mais de 100 pessoas, entre militares e civis, entre os quais o jornalista António Maria Lopes Teixeira, director do Diário do Porto. Foram mais de 500 os feridos, alguns dos quais viriam a sucumbir nos dias imediatos. Os estragos causados pelos bombardeamentos e tiroteios também foram grandes, com muitas casas devastadas e muitos edifícios públicos grandemente danificados.

### A revolta em Lisboa: aRevolução do Remorso
A partir de 5 de Fevereiro começam a verificar-se em Lisboa greves e agitação nos meios operários, solidários com os revoltosos do Porto. Os militares, contudo, mantém-se nos quartéis.
A agitação cresce e a 6 de Fevereiro grupos de civis amotinam-se, sendo reprimidos pela Polícia e pela GNR. O Café Brasileira e outros pontos de encontro são encerrados pela polícia, acusados de serem recintos onde se realizavam comícios revolucionários. Fiéis à tradição de radicalismo que marcara as últimas décadas, os marinheiros do Arsenal revoltam-se e em conjunto com civis armados assaltam a Brigada do Alfeite. Simultaneamente, no Barreiro os ferroviários do Sul-e-Sueste declaram uma greve geral, paralisando o tráfego de comboios a sul do Tejo, a que o Governo responde com a ocupação militar das instalações ferroviárias.
Depois de muitas hesitações, só a 7 de Fevereiro, quando no Porto o movimento já colapsava, aparecem as primeiras adesões entre os militares. As adesões são escassas e titubeantes, aparentemente mais ditadas pela solidariedade com as forças no Porto do que pela convicção do sucesso: era a revolução do remorso nas palavras de Sarmento Pimentel.
As forças que aderiram tiveram por comandante Agatão Lança, coadjuvado pelo coronel José Mendes dos Reis. Perante o alheamento das principais unidades do Exército, os revoltosos eram na sua maioria marinheiros e companhias da Guarda Nacional Republicana, apoiados por civis armadas, muitos dos quais antigos membros do Movimento da Formiga Branca.
Algumas unidades da Armada aderem, entre as quais o cruzador NRP Carvalho Araújo, sob o comando do comandante João Manuel de Carvalho e a canhoneira NRP Ibo. Quando os revoltosos se concentraram no Arsenal foram bombardeados pela Aviação, que havia decidido manter-se fiel ao Governo.
Do lado governamental em Lisboa a defesa é coordenada, primeiro, pelo general Luís Manuel Domingues e, depois do dia 9, por Passos e Sousa. O grosso do Exército alinha com as posições governamentais, deixando os revoltosos isolados e pobremente municiados, apesar de terem assaltado o Depósito de Material de Guerra e a Fábrica das Armas.
Na noite de 8 de Fevereiro, o Ministro da Guerra, Passos e Sousa, entra em Lisboa, vindo da vitória no Porto. Acompanhado por tropas também vindas do norte, e assume o controlo das forças governamentais e aperta o cerco aos revoltosos, aos quais exige, como já o fizera no Porto, a rendição incondicional.
Na tarde seguinte, a 9 de Fevereiro, pelas 19.30 horas, já sem munições, Mendes dos Reis aceita a render-se sem condições. 
A ameaça de fuzilamento sumário dos civis que fossem encontrados armados, que também fora feita no Porto, cumpre-se em Lisboa: no dia 9, junto ao chafariz do Largo do Rato, vários civis e marinheiros foram executados por fuzilamento.
Em Lisboa, os combates entre os revoltosos e as forças governamentais causaram pelo menos 90 mortos e mais de 400 feridos.

### O destino dos revoltosos
Terminada a contenda, os revoltosos derrotados fazem uma análise amarga aos acontecimentos, apontando como principal razão para o insucesso a falta de adesão em Lisboa: Esperava-se a revolta simultânea, em Lisboa e Porto. Mas não. Daí o desastre. Não sai igualmente com toda a força de que dispunha ou que estava comprometida. A organização poderia e deveria ter ido mais longe, arrostando com as dificuldades dos ronceiros; mas o optimismo, contando com adesões que não vieram e outras que demoraram, foi fatal. No mesmo sentido vai o testemunho de Sousa Dias, que considerou que o insucesso se deveu essencialmente à falta de acção de elementos militares mais do que suficientes para garantir o seu êxito em todo o País, e que no momento necessário faltaram.
Todos os presos foram conduzidos à Penitenciária de Lisboa dois dias depois, encaminhados das várias cidades e vilas onde tinham sido detidos. 
Num opúsculo publicado em 1927 são identificados os oficiais presos no final da revolta. Foram eles o general Sousa Dias, dois coronéis, três majores, 18 capitães, 55 tenentes, seis alferes, três músicos das bandas militares. A mesma obra refere que até 11 de Fevereiro tinham sido presos 125 sargentos e 22 civis. 

## Consequências da Revolta de Fevereiro de 1927
A revolta teve como consequências imediatas: (1) o endurecimento da repressão do regime ditatorial, passando a acção da Ditadura a dar prioridade à ordem sobre a Nova Ordem Constitucional; (2) a reorganização da oposição reviralhista, agora com os seus líderes maioritariamente exilados, detidos ou na clandestinidade; e (3) o aparecimento público de movimentos de apoio à ditadura e a institucionalização dos apoios partidários à Ditadura.
O endurecimento da repressão traduziu-se quase de imediato por um conjunto de saneamentos e dissoluções. Pelo Decreto n.º 13 137, de 15 de Fevereiro de 1927, são demitidos os funcionários implicados nas revoltas, entre os quais Jaime Cortesão e Raul Proença, e pelo Decreto n.º 13 138, do mesmo dia, são dissolvidas as unidades da Guarda Nacional Republicana e do Exército que tinham apoiado a Revolta. O mesmo Decreto dissolve as organizações políticas e cívicas que tinha aderido. 
Entre as organizações dissolvidas conta-se a Confederação Geral do Trabalho, que a 27 de Maio teve encerrada a sua sede e o seu jornal A Batalha, o qual já havia sido assaltado por manifestantes a 6 de Maio.
Ainda no campo repressivo, é dada ordem de exílio a Bernardino Machado, que intimado a sair de Portugal parte para Vigo. Fazem-se saneamentos em lugares chave, sendo os demitidos substituídos por apoiantes da Ditadura: a 15 de Março o reitor da Universidade de Coimbra, Fernando Duarte Silva de Almeida Ribeiro, pede a exoneração, sendo substituído a 7 de Maio por Domingos Fezas Vital, que se manterá no lugar até Dezembro de 1930. O coronel Augusto Manuel Farinha Beirão, um dos comandantes da repressão da revolta do Porto, é nomeado a 27 de Maio para Comandante da Guarda Nacional Republicana.
Para tornar mais eficazes os mecanismos de controlo da oposição, a 26 de Março foi criado em Lisboa um departamento de polícia política, designada Polícia Especial de Informações. Esta polícia seria depois o embrião da polícia política do Estado Novo, para ele sendo recrutados agentes da extinta Polícia Preventiva de Segurança do Estado. A 11 de Abril é criada uma Polícia Especial de Informações no Porto e nomeado seu chefe o tenente Alfredo de Morais Sarmento.
A reorganização do campo democrático leva ao aparecimento no exílio, a 12 de Março de 1927, da Liga de Paris, a Liga de Defesa da República, tendo como dirigentes Afonso Costa, Álvaro de Castro, José Domingues dos Santos, Jaime Cortesão e António Sérgio, agora todos exilados, a maioria em Paris.
No outro campo, entre os apoiantes da ditadura, inicia-se a institucionalização: logo a 9 de Fevereiro surge a Confederação Académica da União Nacional, o primeiro movimento civil de apoio à ditadura, criado por Vicente de Freitas e inspirado na União Patriótica de Primo de Rivera. O novo movimento obtém de imediato o apoio dos periódicos ligados à direita e à Igreja Católica.
Em conclusão, a Revolta de Fevereiro de 1927 foi um momento definidor dos campos ideológicos que se digladiariam nas décadas seguintes, marcando, de facto, o surgimento do reviralhismo e da resistência à ditadura portuguesa.